# Adam Yauch
Adam Nathaniel Yauch, även känd under artistnamnet MCA, född 5 augusti 1964 i Brooklyn i New York, död 4 maj 2012 på samma plats, var en amerikansk musiker, låtskrivare, sångare och rappare. Han var grundaren av Beastie Boys och medlem i gruppen 1979–2012.

## Biografi
Adam Yauch växte upp som ensambarn med en katolsk far som var arkitekt och en judisk mor som var socialarbetare. Hans uppväxt var dock konfessionsfri.
Som ung studerade Adam Yauch vid Edward R. Murrow High School i Brooklyn. Under denna tid lärde han sig spela elbas. År 1979 bildade han Beastie Boys tillsammans med Mike "Mike D" Diamond och Adam "Ad-Rock" Horovitz. Gruppen, som bildades med anledning av Yauchs 17-årsfest, var ursprungligen ett punkband men bytte stil i samband med singeln "Cooky Puss" år 1983. Beastie Boys kom senare att räknas till ett av hiphopens mest banbrytande, genreöverskridande och inflytelserika band.
Yauch var ofta den som regisserade gruppens musikvideor, då under pseudonymen "Nathanial Hörnblowér". År 2002 startade han filmproduktionsbolaget Oscilloscope Laboratories. Som filmmakare regisserade han bland annat 2006 Beastie Boys konsertfilm Awesome; I Fuckin' Shot That!. År 2008 regisserade han en dokumentär om basket kallad Gunnin' for That #1 Spot. Hans produktionsbolag stod även bakom den uppmärksammade filmen om Banksy, Exit Through the Gift Shop.
Vid sidan av Beastie Boys var Yauch involverad i en organisation som arbetade för Tibets frihet. Som grundare av Milarepa Fund var han en viktig del av den första välgörenhetskonserten som hölls för Tibets frihet i Golden Gate Park i San Francisco 1996. Konserten drog en publik på 100 000 vilket gjorde den till den största välgörenhetskonserten efter Band Aid. Efter terroristattackerna i New York 2001 anordnade Yauch tillsammans med de andra bandmedlemmarna en konsert kallad New Yorkers Against Violence där pengarna gick till de minst bemedlade i samhället.
Yauch var buddhist sedan år 1996.

### Sjukdomstiden (2009–2012)
I juli 2009 blev det officiellt att Yauch hade cancer i området vid öronspottkörteln och att han skulle genomgå operation och behandling för detta. Samtidigt blev det känt att gruppens kommande album och även flera av deras konserter skulle skjutas på framtiden. I januari 2011 skrev Yauch på gruppens blogg att han fortfarande genomgick behandling med förhoppning om att bli frisk inom en snar framtid samt att alla rykten om att han skulle vara frisk från cancern var överdrivna.
När Beastie Boys blev invalda i Rock and Roll Hall of Fame i april 2012 deltog inte Yauch vid gruppens introduktion. Någon månad senare avled han i New York till följd av sjukdomen.
Den 3 maj 2013 invigdes Adam Yauch Park i Brooklyn Heights.